# Соколова, Марина Николаевна
Мари́на Никола́евна Соколо́ва (13 июня 1933, Красноярск, Восточно-Сибирский край — 29 мая 2023) — русская детская писательница, член СП СССР (1959), СП России.

## Биография
Родилась в Красноярске в семье военного инженера, капитана 2-го ранга Соколова, Николая Семеновича (1903—1964). Мать — Соколова Антонина Яковлевна (1904—1980).
Марина Соколова — родная сестра русского советского поэта Владимира Соколова, племянница сатирика Михаила Козырева.
Детские годы провела в г. Лихославле и г. Калинине (училась в средней школе № 16). Окончила курсы техников гидрогеологов в институте Гидропроект (1956), работала в экспедициях, принимала участие в изыскательных работах по строительству Чебоксарской ГЭС (1957), окончила Литературный институт (1963), семинар писателя Льва Кассиля, высшие сценарные курсы при институте кинематографии (1971).
Скончалась 29 мая 2023 года на 90-м году жизни. Похоронена 31 мая на городском кладбище в Лихославле Тверской области.

## Писатели о творчестве М. Соколовой
…Легко заставить человека заплакать, а вот рассмеяться от души, из самой глубины сердца — гораздо труднее. Марине Соколовой это удается… 
 Всеволод Иванов.
…Своему повествованию Марина Соколова придает какое-то особое освещение, как бы излучаемое пытливым и требовательным взглядом молодости, доверчиво всматривающейся в жизнь. Она создает особую окраску всех вещей и явлений, характеров, выделяя их светлые и теневые стороны средствами оригинальной поэтики, присущей дарованию и явному мастерству автора. 
 Лев Кассиль.

## Книги Марины Соколовой
- Золотые рельсы. М. — 1965
- Двор у Китайгородской стены. М. — 1971
- Привет из Лихославля. Лихославль — М. — 1998
- Где живёт добрый пес Джек? Тверь. — 1999. ISBN 5-87266-044-8
- Стихотворения // Беседка: Поэты Лихославля. — Тверь, 1999. ISBN 5-87266-037-5
- Колодец. Лихославль. — 2000. ISBN 5-94082-003-4
- Цветные карандаши. Тверь. — 2010. ISBN 5-91504-011-3
- Клюква в сахаре. Тверь. - 2010. ISBN 978-5-91504-011-3
- Повести и рассказы о Родине. Тверь, 2019. ISBN 978-5-6043271-1-1
- Сорок километров с боями. Тверь, 2020.  ISBN 978-5-6043271-2-8
- Крокодил идёт по городу. Творческое наследие Козырева М.Я. Тверь. 2022.